# Édit de Rothari

Droit romano-germain
Droit du haut Moyen Âge

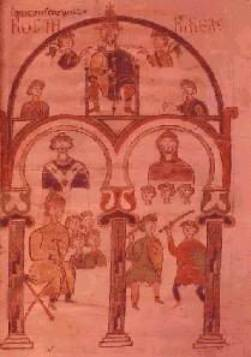
Illustration d'un manuscrit de l'Édit de Rothari.

L’édit de Rothari, roi des Lombards de 636 à 652, est le plus ancien texte législatif du peuple lombard. Il est proclamé en 643 à Pavie, capitale du royaume lombard d'Italie, devant l’assemblée des hommes libres, qui l’approuvent selon la coutume en frappant leur lance sur leur bouclier.
Si l'édit est rédigé en latin, il comporte de nombreux mots lombards : grabworfin, arga, sculdhais, morgingab, metfio, federfio, mahrworfin, launegild, thinx, waregang, gastald, mundius, angargathung, fara, walupaus, gairethinx, aldius, actugild ou encore, wegworin.
Il est composé de plus de 400 lois qui protègent essentiellement les guerriers. Tuer, battre, désarçonner un guerrier ou même lui tirer la barbe, sacrée chez les Lombards, constituent des délits punis avec sévérité. Entre les guerriers et le roi s’interpose l’aristocratie dominante, dominée par les ducs et les gastalds, sorte de comtes. Son rôle s’accroît, et au VIIe siècle, c’est elle qui règle la succession au trône. L’édit montre une fonction nouvelle assignée au roi : la protection des faibles, dont les femmes, qui sont fortement subordonnées moralement et économiquement aux hommes. Il dote également de privilèges les associations professionnelles (ministeria) dont celle des maestri comacini ou maîtres de Côme (construction).
Le roi Rothari a divisé son code de lois en trois parties. La première partie contient les délits contre le roi et contre le peuple, de même que les délits contre les personnes (cap. 1-152), la deuxième partie traite du droit successoral, du droit de la famille et du droit de libération (cap. 153 à 226), tandis que la troisième partie contient le droit des biens, le droit des dettes, les délits contre la propriété et les preuves en justice (cap. 227 à 368). Cette série de lois est complétée par d'autres souverains lombards dont Grimoald (662-671), Liutprand (712-744) et Aistulf (749-756).
Rédigé 75 ans après l'arrivée des Lombards en Italie, le contenu de l'édit reste essentiellement germanique et assez archaïque, montrant des affinités avec le vieux droit anglo-saxon et le droit du Nord de l'Allemagne et, contrairement au droit wisigothique, il fut peu influencé par le droit romain.
Dans le nord de l'Italie, le droit des Lombards survit à la conquête de leur royaume par Charlemagne en 774.
L’édit de Rothari resta en vigueur dans le sud de l'Italie (notamment en Longobardie) jusqu'aux XIe – XIIe siècles ; il est partiellement aboli en 1140 par le roi Roger II de Sicile — qui trouvait certaines lois lombardes archaïques voire ridicules — lors des Assises d'Ariano. Faisant allusion à une prescription de l'édit, le roi de Sicile s'écria : « Quelle absurdité que d'attribuer la même importance au fait de couper la queue d'un cheval et celui d'arracher la barbe à un homme honorable ! ».